# Посольство Египта в России

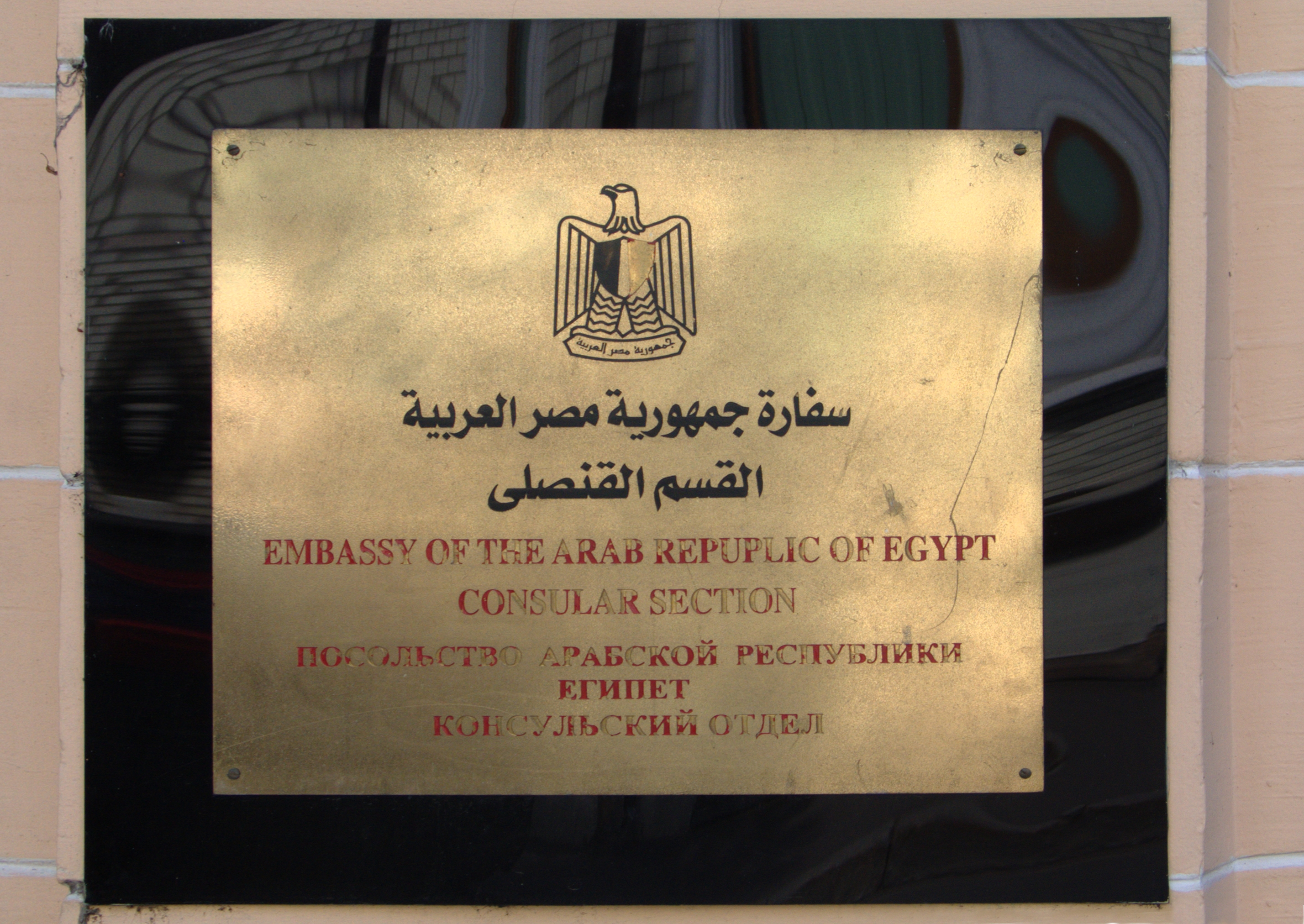
Гербовая доска на здании посольства

Посольство Арабской Республики Египет в Российской Федерации (араб. سفارة مصر في موسكو‎) — дипломатическая миссия Египта в России, расположена в Москве в Хамовниках в Кропоткинском переулке.
- Чрезвычайный и Полномочный Посол Египта в Российской Федерации — Назих Эльнаггари[1].
- Адрес посольства: 119034, Москва, Кропоткинский переулок, 12.
- Индекс автомобильных дипломатических номеров: 019.

## Дипломатические отношения
Дипломатические отношения между СССР и Египтом были установлены 26 августа 1943 года. Первым послом Египта в СССР был Мохаммед Баик Камель Абдель Рахим. В 1950—1960 годы Египет был важнейшим партнером СССР на Ближнем Востоке. Однако в начале 1970-х годов президент Анвар Садат сильно изменил политический курс Египта и в отношениях между СССР и Египтом наступило охлаждение. В середине 1980-х при президенте Египта Хосни Мубараке отношения вновь улучшились.
26 декабря 1991 года Египет заявил о признании Российской Федерации в качестве продолжательницы бывшего СССР.
В 2009 году было подписано соглашение о стратегическом партнёрстве.
Посольство занимает бывший особняк Гиршмана, построенный в 1897 году по проекту архитектора С. С. Эйбушица.

## См. также

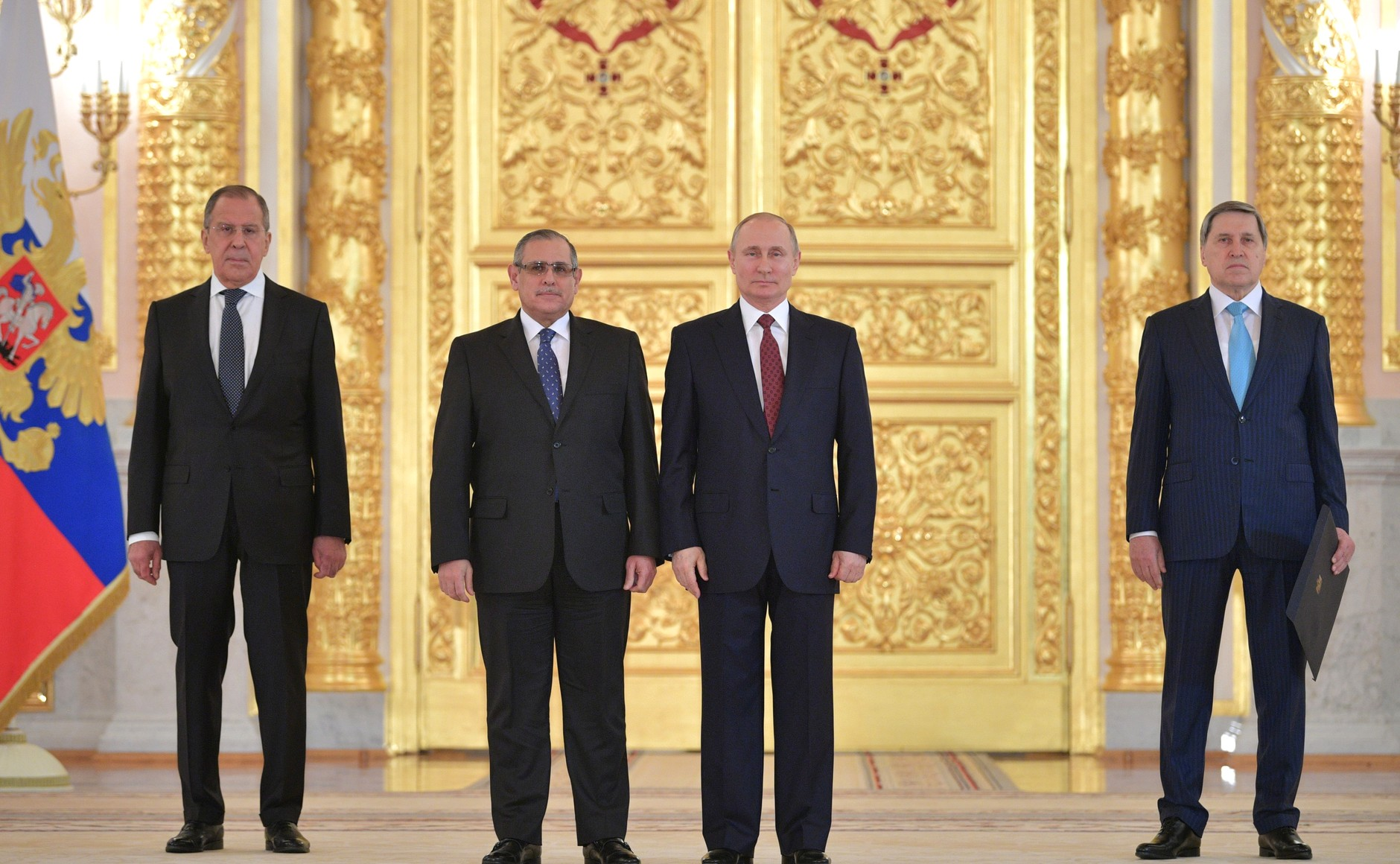
Владимир Путин с послом Египта в России Ихабом Ахмедом Талаатом Насром, 2018 год

## Послы Египта в СССР и России
| Дата назначения  | Имя                                     | Комментарии | Назначен             | Аккредитованы  | Дата отставки |
| ---------------- | --------------------------------------- | --- | -------------------- | -------------- | ------------- |
| 17 июня 1944     | Мохаммед Камель эль-Биндари паша        | С 1938 — министр здравоохранения Египта                                                                              | король Фарук I       | И. В. Сталин   | 1948          |
| 1952             | Азиз Али аль-Мисри паша                 | | король Ахмед Фуад II | И. В. Сталин   | 1953          |
| 1957             | Мохаммед Авад аль-Куни                  | С февраля 1958 — посол Объединённой Арабской Республики                                                              | Гамаль Абдель Насер  | Н. А. Булганин | 1961          |
| 12 июля 1961     | Мухаммед Мурад Галеб                    | | Гамаль Абдель Насер  | Л. И. Брежнев  | 1971          |
| 27 сентября 1972 | Яхья Абдель Кадер                       | 6 — 24 октября 1973: Война Судного дня                                                                               | Анвар Садат          | Л. И. Брежнев  |               |
| 1974             | Мухаммед Хафез Исмаил                   | | Анвар Садат          | Л. И. Брежнев  | 1 апреля 1976 |
| Апрель 1976      | Мухаммед Хамди Абу Зейд                 | | Анвар Садат          | Л. И. Брежнев  | Декабрь 1977  |
| 18 ноября 1979   | Мухаммед Сами Анвар                     | В 1978—1979 — посол в Великобритании; достижение договорённостей о поставке в СССР и Чехословакию египетского хлопка | Анвар Садат          | Л. И. Брежнев  | 1980          |
| 17 сентября 1984 | Салах эд-Дин Басьюни                    | | Хосни Мубарак        | А. А. Громыко  | 1988          |
| 1988             | Ахмед Махер                             | | Хосни Мубарак        | М. С. Горбачёв | 9 июля 1992   |
| 2000             | Реда Ахмед Шехата                       | | Хосни Мубарак        | В. В. Путин    | 2003          |
| 13 апреля 2006   | Эззат Саад Эль-Сайед Эль-Бураэй         | Эззат Саад, عزت سعد سيد بوراي                                                                                        | Хосни Мубарак        | В. В. Путин    |               |
| 3 июня 2010      | Мохамед Алла Эльдин Али Шавки Эльхадиди | Mohamed Alaa Eldin Ali Shawky El Hadidi علاء الدين علي محمد شوقى الحديدي                                             | Хосни Мубарак        | Д. А. Медведев |               |
| 24 января 2013   | Махмуд Гамиль Ахмед Эльдиб              | | Мухаммед Мурси       | В. В. Путин    | 2015          |
| 2015             | Мохамед Абдель Саттар Эль-Бадри         | | Абдул-Фаттах ас-Сиси | В. В. Путин    | октябрь 2017  |
| 15 ноября 2017   | Ихаб Талаат Наср                        | | Абдул-Фаттах ас-Сиси | В. В. Путин    |               |
| 2021             | Назих Али Бахаэльдин Эльнагарри         | | Абдул-Фаттах ас-Сиси | В. В. Путин    |               |